# Dymitr Pawski
Dymitr Pawski (ur. 1874 w Maksatisze, zm. 14 sierpnia 1937) – kapłan prawosławny, nowomęczennik.
Był synem kapłana prawosławnego. Po ukończeniu seminarium duchownego uzyskał dyplom Kazańskiej Akademii Teologicznej w 1899. Cztery lata później uzyskał święcenia kapłańskie i został skierowany na stanowisko kuratora szkół parafialnych eparchii mińskiej i turowskiej. W 1911 został proboszczem parafii przy soborze św. św. Piotra i Pawła w Mińsku i wykładowcą w seminarium duchownym w tym samym mieście. W 1917 został przeniesiony do parafii Ducha Świętego w Ostroszickim Gorodkie k. Mińska.
W 1931 został aresztowany za czynne sprzeciwianie się kolektywizacji. Został skazany na pięć lat łagru, jednak zwolniono go przedterminowo i pozwolono na osiedlenie się w obwodzie twerskim, gdzie został proboszczem parafii w Uljanowskim. 23 lipca 1937 został ponownie zatrzymany pod sfingowanym zarzutem działalności szpiegowskiej. 14 sierpnia 1937 został w nieznanym miejscu rozstrzelany.
27 kwietnia 1989 został całkowicie zrehabilitowany. 28 października 1999 kanonizowany przez Egzarchat Białoruski Patriarchatu Moskiewskiego jako jeden z Soboru Nowomęczenników Eparchii Mińskiej. Od 2000 jest czczony w całym Rosyjskim Kościele Prawosławnym.